# Vilamuseu
Vilamuseu, el Museo Municipal de Villajoyosa (Alicante, España), está situado en el solar del antiguo Colegio Público Álvaro Esquerdo, edificio de estilo ecléctico del que se ha conservado la fachada. Anteriormente estuvo en la Casa de la Cultura de Villajoyosa, en la calle de Barranquet, en cuyos sótanos fue creado en diciembre de 1973 por José Payá Nicolau con ayuda de un grupo de colaboradores. La colección inicial estaba compuesta principalmente por donaciones de objetos arqueológicos, etnográficos, paleontológicos y minerales, procedentes en su mayor parte de Villajoyosa.
Fue reconocido como colección museográfica permanente con el nombre de Museo Municipal de Arqueología y Etnografía por la Generalidad Valenciana con fecha 4 de abril de 1995, con la incorporación del actual director. Fue reconocido como Museo el 9 de septiembre de 1996.
En 2010 se cerró al público las instalaciones para realizar trabajos de catalogación y embalaje de cara al traslado a la nueva sede. El nuevo museo, con el nombre de Vilamuseu, Museo Municipal de Villajoyosa, abrió sus puertas al público en noviembre de 2016.  Se trata de un gran equipamiento de un total de 4500 m² construido principalmente con fondos del Plan Confianza de la Generalitat Valenciana.
Vilamuseu es, además del nuevo museo de la ciudad, la sede de la Red municipal de museos y monumentos de Villajoyosa. El edificio, la museografía y los servicios públicos del museo se han diseñado integralmente según principios de diseño universal, atendiendo a las discapacidades físicas, orgánicas, sensoriales y mentales.
El museo cuenta con una excepcional colección de fondos locales. Entre los grandes hitos encontramos objetos fenicios, púnicos y griegos de las necrópolis de Poble Nou y Casetes, entre los que se puede destacar la joyería de oro fenicio-púnica, el colador etrusco de bronce, los vasos áticos de figuras negras, la colección de amuletos egiptizantes o la cantimplora egipcia de año nuevo; la colección de cerámica ibérica pintada con un estilo propio de Villajoyosa, entre la que destaca el llamado Vaso del umbral del más allá, una pieza excepcional en el mundo íbero, cuya decoración narra el concepto íbero del viaje del alma al más allá; piezas procedentes del municipium romano y su territorio, como la inscripción conmemorativa de la reconstrucción de un macellum (mercado municipal de carne) en el s. II d. C. o los mosaicos figurativos de la villa monumental de Xauxelles (s. III d. C.); el cargamento del pecio romano Bou-Ferrer, la mayor nave antigua en curso de excavación en el Mediterráneo, declarada bien de interés cultural, entre el que destacan los grandes lingotes  de plomo con la inscripción IMP(erator) AVG(ustus) GER(manicus), probablemente referida al emperador Nerón; o los materiales de las alquerías, mezquita rural y cementerio islámicos de l’Armiserà; además de la importante colección de fondos de los siglos XIX y XX.
Vilamuseu también gestiona la Casa Museo la Barbera dels Aragonés (siglo XVI-XIX), con una interesante colección de objetos muebles de época romántica perfectamente contextualizados en los espacios originales de la casa, entre la que destaca la indumentaria de finales del siglo XVIII a comienzos del siglo XX.